# Malasia en los Juegos Olímpicos de Sídney 2000
Malasia estuvo representada en los Juegos Olímpicos de Sídney 2000 por un total de 40 deportistas, 32 hombres y 8 mujeres, que compitieron en 9 deportes.
El portador de la bandera en la ceremonia de apertura fue el jugador de hockey sobre hierba Mirnawan Nawawi. El equipo olímpico malasio no obtuvo ninguna medalla en estos Juegos.